# Yareli Arizmendi
Yareli Arizmendi (Ciudad de México; 24 de abril de 1964) es una actriz, escritora y directora nacida en México y nacionalizada estadounidense. 

## Carrera
Su actuación más notable fue en el papel de Rosaura en la película Como agua para chocolate. Protagonizó la película A Day Without a Mexican en el 2004, la cual escribió y produjo junto a su esposo, el director Sergio Arau.
También ha hecho parte del elenco en series de televisión como Six Feet Under, Heroes, House, The Agency, 24, Medium, NYPD Blue y Chicago Hope.

## Familia
Arizmendi está casada con el director Sergio Arau, a quien conoció en el rodaje de Como agua para chocolate.